# Guarea petenensis
Guarea petenensis är en tvåhjärtbladig växtart som beskrevs av Coronado. Guarea petenensis ingår i släktet Guarea och familjen Meliaceae. Inga underarter finns listade i Catalogue of Life.